# Бадагуй
Бадагуй — деревня в Баяндаевском районе Иркутской области России. Административный центр муниципального образования «Гаханы». Находится примерно в 15 км к западу от районного центра.

## Население
| 2002 | 2010 | 2011 | 2012 |
| ---- | ---- | ---- | ---- |
| 324  | ↘280 | ↘279 | ↘274 |

По данным Всероссийской переписи, в 2010 году в деревне проживало 280 человек (136 мужчин и 144 женщины).